# بری مک کانل
بری مک کانل (انگلیسی: Barry McConnell؛ زادهٔ ۱ ژانویهٔ ۱۹۷۷) بازیکن فوتبال اهل بریتانیا است.
از باشگاه‌هایی که در آن بازی کرده‌است می‌توان به باشگاه فوتبال ویموث، باشگاه فوتبال اکستر سیتی، باشگاه فوتبال ترورو سیتی، باشگاه فوتبال تیورتون تاون، باشگاه فوتبال وستون سوپر مار، باشگاه فوتبال تاموورث، و باشگاه فوتبال فارست گرین راورز اشاره کرد.